# Pseudominurus nigrolimbatus
Pseudominurus nigrolimbatus is een keversoort uit de familie Rhynchitidae. De wetenschappelijke naam van de soort is voor het eerst geldig gepubliceerd in 1888 door Peringuey.